# Streymoy régió

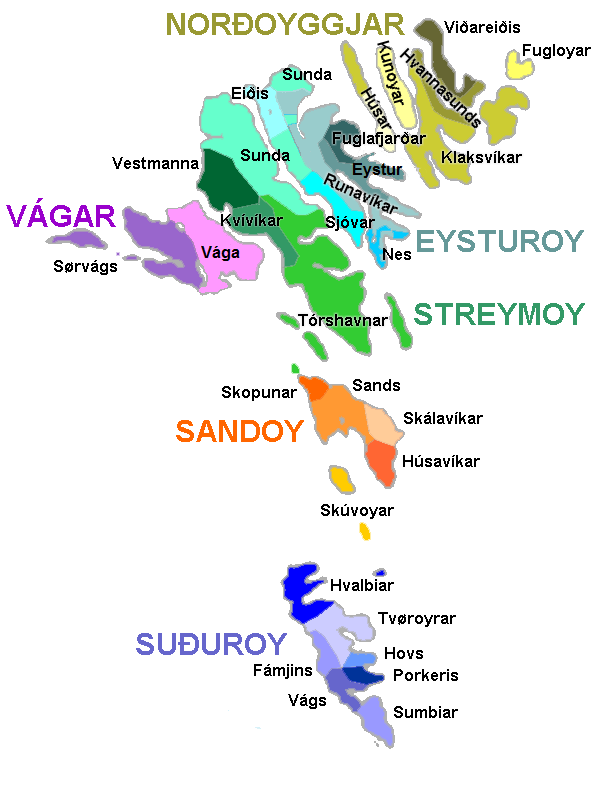
Feröer régiói és községei

Streymoy régió Feröer hat hagyományos földrajzi régiójának egyike, egyben rendőrségi körzet. Népessége 22 555 fő (2009. jan 1.) +/-.

## Földrajz
Streymoy régió szigetei:
- Streymoy
- Hestur
- Koltur
- Nólsoy

## Történelem
2007 előtt ez volt az egyetlen régió, amely két választókörzetre (Norðstreymoy és Suðstreymoy) oszlott, azóta azonban egész Feröer egyetlen választókörzetet alkot.

## Önkormányzat és közigazgatás
Streymoy régió községei:
- Sundini község egy része (a másik fele Eysturoy régióhoz tartozik)
- Vestmanna község – Vestmanna
- Kvívík község – Kvívík
- Tórshavn község – Tórshavn (Feröer fővárosa)

## Népesség
| Év              | Lakosság |
| --------------- | -------- |
| 1986. január 1. | 19 134   |
| 1991. január 1. | 20 396   |
| 1996. január 1. | 19 167   |
| 2001. január 1. | 20 927   |
| 2006. január 1. | 22 141   |